# Cleopatra cridlandi
Cleopatra cridlandi е вид коремоного от семейство Paludomidae. Видът е световно застрашен, със статут Уязвим.

## Разпространение
Разпространен е в Кения, Танзания и Уганда.